# Jugoslovani
Jugoslovani (hrvaško Jugoslaveni, srbsko Jugosloveni) so bili bodisi državljani Jugoslavije bodisi multinacionalna etnična skupina, ki je zajela posamezne narode in manjše etnične skupnosti na ozemlju Jugoslavije.
V prvi Jugoslaviji (Kraljevini Jugoslaviji) so opredelili narod Jugoslovanov kot narod, ki ga sestavljajo tri plemena: Srbi, Hrvati in Slovenci. Kljub temu so bile izvirne oznake za posamezne narode bolj v uporabi.
Sam izraz se je ponovno začel uporabljati v drugi Jugoslaviji in z istim namenom, da bi združili vse etnične skupine na ozemlju Jugoslavije v eno, kohezivno skupino. 
Z razpadom druge Jugoslavije so se državljani bivših republik vse manj opredeljevali kot Jugoslovani, ampak po svojih prvotnih etničnih pripadnostih. Kljub temu se je leta 2002 skoraj 50.000 prebivalcev Vojvodine izreklo za Jugoslovane.
Izraz se je nazadnje občasno še uporabljal kot oznaka za državljane državne skupnosti Srbije in Črne gore, ki se je med letoma 1992 in 2003 imenovala Zvezna republika Jugoslavija.